# Balatonfőkajár
Balatonfőkajár (vyslovováno [balatonfékajár]) je velká vesnice v Maďarsku v župě Veszprém, spadající pod okres Balatonalmádi. Nachází se asi 5 km jihovýchodně od Balatonkenese, 19 km jihovýchodně od Balatonalmádi a asi 3 km východně od břehu Balatonu. V roce 2015 zde žilo 1 300 obyvatel. Dle údajů z roku 2011 tvoří 85,4 % obyvatelstva Maďaři, 1,8 % Romové a 1,6 % Němci.
Kolem vesnice prochází dálnice M7. Sousedními vesnicemi jsou Balatonakarattya, Csajág, Füle, Lepsény a Papkeszi, sousedními městy Balatonfűzfő a Balatonkenese.
Nachází se zde účelové letiště Balatonfőkajár Repülőtér.